# Serge Raynaud de la Ferrière
Serge Raynaud (París, 18 de enero de 1916-Niza, 27 de diciembre de 1962) fue un escritor y astrólogo francés, fundador de un movimiento internacional denominado Gran Fraternidad Universal con sede actual en Caracas (Venezuela), legalmente constituida como La Gran Fraternidad Universal Fundación Dr. Serge Raynaud.

## Biografía

### Infancia
Nació en París, donde transcurrió sus primeros años. Fue hijo único del matrimonio formado por Georges Constantin Raynaud y Marie Virginie Biliet, ambos de origen belga. A la edad de tres años, su familia se trasladó a Bruselas (Bélgica), lugar donde un año después fallece su madre, quedando bajo los cuidados de su padre y una de sus tías. Los nombres de los padres de Serge Raynaud se conocen a partir de la publicación de un libro del escritor y catedrático peruano César Alcalde, del Instituto Católico de París, cuya investigación revela también que la madre no era la «Condesa de la Ferrière», como afirmaba Serge Raynaud.
Serge Raynaud desarrolló una intensa formación autodidacta, leyendo libros de biología, etnografía, física, química, astrología, magia, magnetismo animal y ocultismo.

### Juventud
A la edad de 12 años aumentó su interés por lo que denomina «paracientífico» e inició un entrenamiento a escondidas de su familia, consistente en ayunos y prácticas con objetos cortantes, que rápidamente abandonó pero que le servirían más tarde para profundizar en el yoga y tener clara la diferencia entre un yogui y un faquir.
De acuerdo con sus propias palabras,
su primer logro científico-académico lo habría obtenido a la edad de doce años: el premio Ernest Rousille (o Ernest Rouselle) como el «mejor alumno de Europa». Sin embargo, de acuerdo con la investigadora Pamela Siegel, basada en informaciones comprobables, tanto el galardón («mejor alumno de Europa») como el propio nombre Ernest Rouselle son desconocidos en los Ministerios de Educación y en varias bibliotecas, archivos y universidades tanto de Francia como de Bélgica.
Incursionó también en el terreno de las Bellas Artes, particularmente en la pintura artística, estudiando pintura y teoría del color. Sus pinturas que sintetizan sus vivencias presentan una gran diversidad de temas, destacando particularmente sus acuarelas y óleos; no obstante haber estudiado con acuarelistas ortodoxos, se inclina más por una técnica de acuarela muy peculiar pues la trabaja como si fuera pintura al óleo, más tarde declina de lo pictórico-textual e incursiona hacia la composición simbólica abstracta.

### Títulos académicos
En 1959, Serge Raynaud escribiría que dos años después del premio (o sea, a la temprana edad de 14 años) habría comenzado sus estudios en la Universidad Católica de Lovaina (UCL), y a los 19 años se habría recibido allí de ingeniero de minas y arquitecto, simultáneamente. Allí mismo, un par de años después habría obtenido un doctorado en Medicina, con la tesis «Los depósitos caseínicos en las suprarrenales». Al año siguiente (1937) se habría mudado a Londres, donde habría obtenido un doctorado en Filosofía y en 1938 se habría mudado a Ámsterdam, donde habría obtenido un doctorado en Ciencias, luego a París, donde habría obtenido otro doctorado en Psicología y Teología, en la Facultad de París, y finalmente se habría recibido de profesor en Ciencias Biológicas, en dicha facultad.
También habría sido miembro de la Sociedad Astronómica de Francia bajo el número 17.309, y habría obtenido títulos en Arquitectura, Medicina natural y una disciplina llamada «Ciencias Universales», e incluso el propio ministro de Educación de Francia le habría otorgado unas «Palmas Académicas».
Sin embargo, en 2006, la investigadora Pamela Siegel afirmó que «no hay registros de un tal Serge Raynaud o Serge Raynaud en ningún curso o cursillo de las universidades de Lovaina, la Universidad Libre de Bruselas, las universidades de Ámsterdam, Vrije Universiteit y Universitaet van Ámsterdam, ni en las facultades de Psicología y de Ciencias Biológicas en La Sorbona (París).
En sus escritos posteriores, Serge Raynaud afirmó que durante la Segunda Guerra Mundial había servido como «teniente» del Ejército francés, donde se habría desempeñado como psicólogo, ya que en 1939 había obtenido el título de Doctor en Psicología. Entonces habría realizado importantes investigaciones en el terreno de la Historia de la cultura, la Lingüística y la Medicina. En este último campo, afirmó haberse destacado como especialista en Endocrinología. Habría sido oficial del Mérito Nacional Francés, oficial del Mérito Sanitario Francés y titular de la Medalla Civil (aunque esto contradecía su afirmación de que había sido «teniente», ya que este galardón no se entregaba a tenientes sino a civiles).
La investigación desarrollada por César Alcalde, basado en datos de la oficina de reclutamiento militar de Seine I (donde Serge Raynaud efectivamente se enroló en el ejército como «voluntario» con matrícula 1621, clase 1936) como profesión previa figura la de «dibujante» y en grado de instrucción previa figura «N.º 3» lo cual indica que únicamente contaba con educación básica primaria.

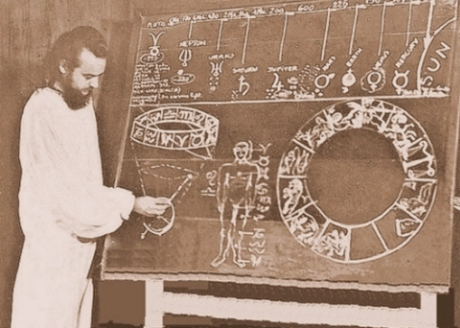
Serge Raynaud enseñando la doctrina de las eras astrológicas y la entrada del Sol en la constelación del Aguador.

En sus libros y cartas, Serge Raynaud afirmaba que poseía una prolífica trayectoria académica formal en ciencias, arte, filosofía y didáctica. Hasta fines de los años noventa sus seguidores lo presentaban como un «eminente científico»
Pero su nombre está ausente en diversas fuentes verificables de la comunidad científica internacional e incluso en instancias como Who is who in the world (‘Quién es quién en el mundo’, un registro que funciona desde 1899).
Serge Raynaud también afimaba que poseía los títulos oficiales que demostraban que habría sido:
- delegado ante la UNESCO,
- miembro de Honor de la Università Ca' Foscari de Venecia
- miembro del Senado Académico de la Universidad Marconi
- director de Administración en el Instituto de Arqueología y Prehistoria de Niza
- propuesto como oficial de la Academia Francesa por el diputado-alcalde de Niza y
- prenominado al Premio Nobel de la Paz.[16]

Todas estas afirmaciones también fueron refutadas en 1988 por las investigaciones del escritor y catedrático peruano César Alcalde (del Instituto Católico de París), y en 1991 por Louise Baudin, la exesposa de Serge Raynaud.

### Astrólogo
En 1946 ―apenas terminada la Segunda Guerra Mundial (1939-1945)― Serge Raynaud fundó la FISS (Federación Internacional de Sociedades Científicas), en la cual fungió como presidente.
En 1947 se inscribió en el Colegio Astrológico de Francia. En esa época se interesó en la «cosmobiología», una astrología innovadora creada por el astrólogo alemán Alfred Witte, y fundó la Agrupación Mundial de Cosmobiología.
Trabajó como astrólogo en París y se convirtió en columnista frecuente de publicaciones periódicas de su época como Quatre et Trois y Prévisions, y era invitado frecuente de las radios parisinas. Adoptó entonces el seudónimo «De la Ferrière» ―nombre de una comarca cercana a Valderoure en la cual él decía que habían nacido sus antepasados―, como apellido de pintor, escritor y astrólogo.
En los años sesenta, Raynaud dijo que aproximadamente en 1947 había tenido uno o varios encuentros en una biblioteca en los Campos Elíseos (París) con el maestro Sun Wu Kung (n. 23 de marzo de 1875), un personaje de origen europeo que decía ser originario de Kachgar (en el Turkestán chino), que habría profetizado: «Vendrá para usted el momento de la gran realización espiritual: su vida tomará una forma definida para el cumplimiento de una misión más elevada. Será dentro de 3 años, nunca me equivoco».
A partir de sus estudios astrológicos, Raynaud había concluido que el planeta Tierra entraría pronto en la siguiente era ―la Era de Acuario o Edad de Oro―, en que la Cordillera de los Andes (en Sudamérica) se emplazaría como el nuevo centro espiritual del planeta, y a él le correspondía un papel importarte.
Escribió entonces su primer ensayo, que tituló (refiriéndose a sí mismo): La próxima venida del Gran Instructor del Mundo en América. Posteriormente escribió su primer libro sobre el mismo tema: Los grandes mensajes.

## Viaje a Venezuela
En 1947, Serge Raynaud anunció en varias publicaciones parisinas[cita requerida] que se retiraba de la vida pública para acudir, sin fecha de regreso, a un retiro de meditación en una gruta en el Tíbet Central.
El 12 de noviembre de 1947, Serge Raynaud partió hacia el continente americano acompañado por su esposa y dos discípulos; después de pasar por Nueva York y Guatemala, su ciudad destino fue Caracas (Venezuela), hace contacto con José Manuel Estrada Vázquez, quien había creado un grupo de 10 estudiantes de esoterismo. Estrada les había inculcado a sus seguidores que un hombre habría de llegar para la transformación del mundo y lo estaban esperando desde hacía diez años, calculando por datos en la biblia, que sería alrededor de 1950.
El 21 de marzo de 1948, Serge Raynaud ―con 32 años de edad― fundó en Caracas la Gran Fraternidad Universal. Así inició su «misión pública» (según sus propias palabras).
Según sus escritos, el 21 de marzo de 1948 el punto vernal habría entrado en la constelación de Acuario (es decir la entrada del Sol por precesión equinoccial en la constelación del Aguador), detalle astronómico con el que celebran el comienzo de la Nueva Era, de la cual Serge Raynaud constituye para sus seguidores el Iluminador universal de una Era (Maitreya entre los budistas, Kalki Avatar ―la décima encarnación del dios Visnú― entre los hinduistas, Cristo Rey o Hijo del Hombre entre los cristianos, Imán-Mahdi entre los musulmanes, el Maestre del Aquarius entre los esoteristas, el Mesías esperado entre los judíos, etc.), encarnando la Tradición Iniciática de Oriente a Occidente.
Entre los varios grupos que defienden la creencia astrológica de la Era de Acuario existe una diversidad de fechas en las que supuestamente comenzaría la Nueva Era. De acuerdo con la Unión Astronómica Internacional (1928), el punto vernal aún se encuentra en la constelación de Piscis.

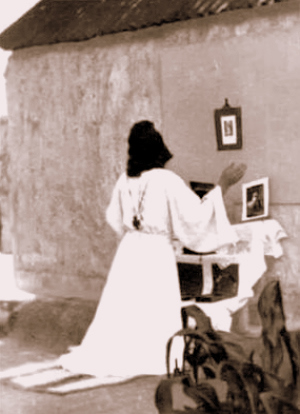
Serge Raynaud realizando su «ceremonia cósmica» en el áshram de El Limón (Venezuela), en 1948.

Serge Raynaud estableció la primera colonia espiritual o áshram en El Limón (Maracay), donde residió con su esposa y preparó a sus primeros discípulos. Allí desarrolló la primera Escuela Iniciática de la Suprema Orden del Aquarius.

## Viaje a países asiáticos
Serge Raynaud estuvo poco menos de tres años en Venezuela. En junio de 1949 partió hacia Nueva York a un congreso espiritual, donde ―ante la imposibilidad de regresar a Venezuela, puesto que el Gobierno venezolano le había negado la visa de reingreso― declaró que se retiraría del teatro de operaciones a fin de darse más individualmente a un deber esotérico y transmitió el «cargo administrativo» y el «poder iniciático» a José Manuel Estrada, quien quedó como director general del grupo.
En febrero de 1950, Serge Raynaud viajó a la India, luego a Jaffna (en Sri Lanka), y finalmente realizó una peregrinación al monte Kailash (en el Tíbet), de allí partió a Rangún (capital de Birmania) y en octubre de 1950 llegó a Australia, donde se estableció para difundir la Misión, desarrollando diversas actividades e impartiendo conferencias. Establecido en Perth hasta 1952, realizó giras por Malasia, China y Europa.

Soy maestro desde 1947 en calidad de supremo regente de la fraternidad que rige el mundo y como arquetipo de la era.
Je ne suis Maitre que depuis 1947 en qualité de Supreme Regente de la Confrerie qui regit le monde et comme Archetype de l'Age.
Carta de Serge Raynaud (36)

## Establecimiento en Niza
En 1954, Serge Raynaud se estableció definitivamente en Niza, en la costa del mar Mediterráneo, desde donde retomó la administración a distancia de su grupo venezolano, a la vez que se dedicó a escribir decenas de obras (en total 99).
Su discípulo David Ferriz se ocupó de traducir al español sus textos escritos en francés. Mantuvieron durante diez años un promedio de tres cartas semanales.
En 1957, Serge Raynaud emitió la primera de sus 61 Cartas circulares, que junto con sus cartas particulares son consideradas hoy por sus seguidores como un legado de enseñanzas e instrucciones.
En esa misma época determinó que el nombre de su institución llevaría el título de  «fundación», y estableció los 22 Estatutos Universales de la Gran Fraternidad Universal Fundación Dr. Serge Raynaud y su vehículo la Misión de la Orden del Aquarius.

## Primer cisma y muerte

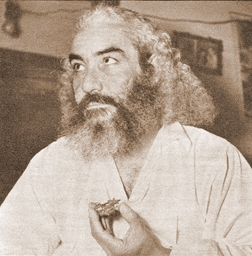
José Manuel Estrada afirmaba ser el primer discípulo y el primer Hermano Mayor, sacerdote de la Iglesia Católica Liberal.

En los Estatutos Universales de su grupo, Serge Raynaud ordenó que José Manuel Estrada, con quien había roto toda comunicación hacía varios años, concluyera su periodo como apoderado y director general. Lo sucederían (en lapsos de 7 a 10 años) Alfonso Gil Colmenares, Juan Víctor Mejías y David Ferriz. Posteriormente la institución sería regida por un Cuerpo Colegiado en el Consejo Supremo.
José Manuel Estrada empezó a tener problemas con los discípulos de Caracas a la vez que veía crecer su popularidad en México. Serge Raynaud le ordenó abandonar los asuntos públicos y retirarse en un áshram de la institución. Sin embargo, Estrada abandonó a su familia en Venezuela y viajó a México, donde se retiró temporalmente.
Tres años después, Estrada salió de su retiro presentándose públicamente como el «Avatar Terrestre» («Encarnación Terrestre de la Deidad Cristo»), con una nueva esposa y un hijo.
Serge Raynaud falleció ese mismo año, el 27 de diciembre de 1962, víctima de un paro cardíaco, provocado posiblemente por una diabetes mal tratada y de hecho, desde tres años antes sufría de glicemia oscilante, que no trató médicamente. Tenía 46 años de edad. Sus discípulos no tuvieron acceso a información médica.

## Obras
- Los grandes mensajes
- El arte en la Nueva Era
- Yug, yoga, yoghismo
- Cultura física y yudo
- Los propósitos psicológicos
- La magia del saber
- Libro negro de la francmasonería
- Sus cartas circulares
- Posiciones planetarias de 1900 a 1950
- El libro blanco (recopilación de otros autores).
- Mensaje de Navidad
- Epistolario sagrado
- Propósitos psicológicos

### A favor
- Plataforma de estudio de la obra escrita de Serge Raynaud.
- Trabajo de Félix Soibelman y de Carlos Yrigoyen en contestación a las investigaciones de César Alcade, Pamela Siegel y Louise Baudin.
- FederacionYoga.com (Federación Mexicana de Yoga).
- GFU.org, sitio web de la Gran Fraternidad Universal.]
- GranFraternidadUniversal.org, sitio web de la Fundación Serge Raynaud.
- Todas las obras de Serge Raynaud, en el sitio web SergeRaynaudDeLaFerriere.net

### En contra
- «Raynaud: “Enormes vampiros antepasados de las aves”», artículo en español con refutaciones a afirmaciones seudocientíficas de Serge Raynaud, en el sitio web Escépticos de la Gran Fraternidad Universal.
- «La Gran Fraternidad Universal como secta destructiva», artículo editado originalmente en una revista masónica, publicado en el sitio web Scribd.
- https://escepticosgfu.wordpress.com/avatares/ Artículo original. "Los Avatares llegaron ya: Un mundo llenos de cristos new Age" donde refuta toda la idea del instructor mundial, el Cristo, Avatar, Maitreya, Krisna, Imam Mahdi y Bodhisattva, supuestamente esperado por millones de personas de todas las creencias, no es una idea original de Serge Raynaud pues prácticamente en las mismas palabras ya lo había planteado por la escritora esotérica Alice Bailey (https://es.wikipedia.org/wiki/Alice_Bailey)

- Datos: Q1062104